# Lyttle Falls
Die Lyttle Falls sind ein Wasserfall im Fiordland-Nationalpark auf der Südinsel Neuseelands. Er liegt nördlich des Gipfels des 2162 m hohen Sabre Peak in den Darran Mountains der Neuseeländischen Alpen im Oberlauf des Marrian Creek. Seine Fallhöhe beträgt rund 220 Meter.
Der Wasserfall ist im Rahmen einer mehrstündigen Wanderung über den Lake Marian Track erreichbar.